# Cliff Bole
Clifford John Bole (9 de novembre de 1937 - 15 de febrer de 2014) va ser un director de diversos programes de televisió estatunidencs i canadencs. Va dirigir episodis de The Six Million Dollar Man, The Amazing Spider-Man, Vegas, Els àngels de Charlie, V: The Series, Baywatch, The X-Files, Star Trek: La nova generació, Star Trek: Deep Space Nine i Star Trek: Voyager, entre d'altres. La raça alienígena de Star Trek anomenada bolians porta el seu nom.

## Carrera
Bole va créixer a la Vall de San Fernando i es va descriure a si mateix com un "rata de plató", entrant d'amagat als backlots dels estudis per veure el rodatge. Va continuar formant-se com a guionista i com a ajudant de producció abans de passar a la direcció. Un dels seus primers papers va ser com a supervisor de guions a McHale's Navy el 1964.
Bole és potser més conegut pel seu treball com a director a la franquícia Star Trek que va començar amb l'episodi "Sol entre nosaltres" de Star Trek: La nova generació. Va dirigir 24 episodis més d'aquesta sèrie, així com set episodis de Star Trek: Deep Space Nine i deu episodis de Star Trek: Voyager. Originalment va ser recomanat a l'equip de producció de TNG pel seu col·lega Jeff Hayes, tot i que Bole coneixia el productor Rick Berman de quan tots dos treballaven a Warner Brothers. Bole va dirigir l'episodi de TNG "Conspiració", que va presentar la primera aparició de la raça alienígena anomenada bolians, que van rebre el nom de Bole. Posteriorment va descriure treballar a Tla nova generació com "la major alegria i conjunt amb qui he treballat mai".
El seu treball a Deep Space Nine es va retardar després d'un desacord amb Michael Piller sobre les pràctiques de treball. Tanmateix, el seu primer càrrec com a director en aquesta sèrie va ser al 18è episodi, "Dramatis Personae". Anteriorment havia treballat amb Avery Brooks, que va interpretar Hawk a Spenser: For Hire. El seu record de treballar a Deep Space Nine no era tan càlid com el de The Next Generation, però Voyager era més similar a la sèrie anterior de Star Trek. Rick Berman el va contractar per a Voyager, cosa que va fer que Bole dirigís, entre d'altres, "La guerra dels Q", un dels episodis més ben rebuts de Voyager. El seu últim episodi per a "Voyager" i la franquícia va ser la primera part de l'episodi de llargmetratge "Dark Frontier".
Bole va ser reconegut amb una Estrella de la Palma d'Or al Passeig de les Estrelles de Palm Springs, Califòrnia, al número 255 de South Palm Canyon Drive, el 2005.
Va morir a casa seva a Palm Desert, Califòrnia, el 15 de febrer de 2014.

## Filmografia selecta
- The Six Million Dollar Man (12 episodis)
- Charlie's Angels (6 episodis)
- Vega$ (12 episodis)
- Strike Force (4 episodis)
- Fantasy Island (20 episodis)
- Matt Houston (9 episodis)
- V (3 episodis)
- T.J. Hooker (17 episodis)
- L'Espantaocells i la Sra. King (4 episodis)
- Spenser: For Hire (3 episodis)
- MacGyver (16 episodis)
- Mission: Impossible (1988) (3 episodis)
- Paradise (4 episodis)
- Star Trek: La nova generació (25 episodis)
- Baywatch (5 episodis)
- Pointman (2 episodis)
- Star Trek: Deep Space Nine (7 episodis)
- M.A.N.T.I.S. (3 episodis)
- Star Trek: Voyager (10 episodis)
- The X-Files (4 episodis)